# Chi Chuối
Chi Chuối (danh pháp khoa học: Musa) là một trong số 2-3 chi của họ Chuối (Musaceae); nó bao gồm các loài chuối và chuối lá. HIện tại người ta công nhận khoảng 80 loài thuộc chi Musa, với nhiều công dụng khác nhau đối với con người.
Mặc dù nhìn bề ngoài chúng mọc cao như các loại cây gỗ, nhưng chuối và chuối lá không phải là cây thân gỗ và phần thân biểu kiến của chúng trên thực tế chỉ là phần gốc của các cuống lá của các lá lớn. Vì thế, về mặt kỹ thuật mà nói thì chúng là các loại cây thân thảo khổng lồ.
Các loài chuối của chi Musa bị ấu trùng của một số loài cánh vẩy (Lepidoptera) sử dụng làm thức ăn, như bướm báo đốm (Hypercompe scribonia) và các loài khác trong chi Hypercompe, như H. albescens (chỉ sống trên các loài chuối của chi Musa), H. eridanus và H. icasia.

## Hệ thống và phân loại học

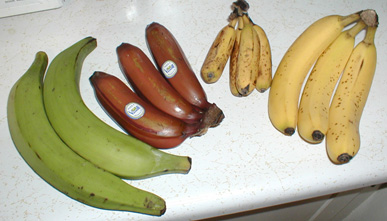
Từ trái qua phải: chuối lá, chuối rừng, chuối Latundan, chuối lùn.

Ernest Entwistle Cheesman đã thực hiện các sửa đổi lớn đối với họ Musaceae trong thập niên 1940. Chi Musa theo truyền thống được phân chia thành 5 tổ là Ingentimusa, Australimusa, Callimusa, Musa và Rhodochlamys, nhưng chúng được cô gọn lại thành 3 vào năm 2002. Trước đây, các loài với nhiễm sắc thể lưỡng bội 2n = 20 được chia ra trong 2 tổ Australimusa và Callimusa, còn các loài với 2n = 22 được chia tách trong các tổ Musa và Rhodochlamys. Tuy nhiên, gần đây Carol Wong và các đồng nghiệp tại Singapore đã phát hiện ra rằng các khác biệt bộ gen giữa mỗi tổ với cùng nhóm nhiễm sắc thể là nhỏ hơn các khác biệt trong phạm vi mỗi nhóm này. Điều này có nghĩa là sự phân chia truyền thống ra thành các tổ là không cơ bản và không đủ quan trọng. Tuy nhiên, các nghiên cứu của Wong vẫn duy trì sự chia tách các loài với số nhiễm sắc thể lưỡng bội 20 và 22. Ở thời điểm hiện tại thì tổ Ingentimusa với 2n = 14 vẫn là khác biệt.
Một loạt các nhóm khác biệt chứa các loài chuối có quả ăn được đã phát sinh ra từ các loài của chi Musa. Tuy vậy, nhưng nhóm lớn và phổ biến rộng khắp nhất có nguồn gốc từ Musa acuminata (chủ yếu) và Musa balbisiana, hoặc là ở dạng nguyên chủng hoặc là ở dạng lai ghép. Nhóm kế tiếp nhưng nhỏ hơn có nguồn gốc từ các loài trong tổ Callimusa (trước đây coi là thuộc tổ Australimusa) và tầm quan trọng của chúng chỉ hạn hẹp trong khu vực Polynesia. Các nhóm có tầm quan trọng thấp hơn nữa là các loại cây lai ghép tại Papua New Guinea; nhóm thuộc tổ Musa trong đó loài Musa schizocarpa có góp phần, và nhóm lai ghép của các tổ Musa × Callimusa.

### Lịch sử
Tên khoa học của chi, Musa, là dạng Latinh hóa của từ trong tiếng Ả Rập mauz (موز), là tên gọi để chỉ quả của các loài chuối. Mauz mang nghĩa Musa được ghi nhận trong bách khoa thư tiếng Ả Rập thế kỷ 11 Quy chuẩn y học của Avicenna, đã được dịch sang tiếng Latinh trong thời Trung cổ và được biết đến khá rõ tại châu Âu khi đó Mauz cũng là từ trong tiếng Ba Tư và Thổ Nhĩ Kỳ để chỉ quả chuối. Một số nguồn khác lại cho rằng Musa được đặt tên theo Antonius Musa, một bác sĩ phục vụ cho hoàng đế Augustus.
Từ thời của Linnaeus (thế kỷ 18) cho tới thập niên 1940 thì các loại chuối và chuối lá ăn được khác nhau đã được đặt tên hai phần kiểu Linnaeus, như Musa cavendishii như thể chúng là các loài khác biệt. Trên thực tế, các loại chuối có quả ăn được có nguồn gốc cực kỳ phức tạp, bao gồm các dạng lai ghép, biến dị và do con người chọn lọc. Phần lớn các loại chuối ăn được là không hạt (tính tạo quả không hạt) và vì thế là vô sinh, do vậy chúng được nhân giống theo kiểu sinh dưỡng. Việc đặt tên loài cho những gì trên thực tế là các loại cây lai ghép có nguồn gốc vô cùng phức tạp và chủ yếu là sinh sản vô tính (chủ yếu từ 2 loài chuối hoang dã là Musa acuminata và Musa balbisiana) đã dẫn tới những lộn xộn vô tận trong thực vật học chuối. Trong thập niên 1940 và 1950 một điều trở nên rõ ràng là không nên đặt tên hai phần kiểu Linneus cho các loại chuối và chuối lá được con người gieo trồng, mà tốt nhất nên đưa ra cho chúng các tên gọi giống cây trồng. Một hệ thống thay thế dựa trên bộ gen để đặt danh pháp cho các loại chuối trong tổ Musa cũng đã được đề ra.
Để xem chi tiết về các giống cây trồng đối với chuối và chuối lá có quả ăn được và sử dụng tên gọi theo hệ thống vừa đề cập, xem bài Các nhóm giống cây trồng của chuối.

### Đặt tên giống cây trồng của chuối và chuối lá
Như đề cập trên đây, nhóm chủ yếu của các loài chuối và chuối lá có quả ăn được có nguồn gốc từ Musa acuminata và Musa balbisiana. Như một ví dụ của ứng dụng hệ thống danh pháp dựa trên bộ gen, loại cây trước đây được biết đến như là "loài" có tên gọi Musa cavendishii đã trở thành Musa (nhóm AAA) 'Cavendish lùn'. Tên gọi "mới" chỉ rõ ràng rằng 'Cavendish lùn' là dạng tam bội, với ba bộ nhiễm sắc thể, tất cả đều phát sinh từ Musa acuminata được gọi tắt bằng chữ cái "A". Khi Musa balbisiana tham gia vào sự hình thành của loại cây lai ghép thì chữ cái "B" được sử dụng để chỉ bộ gen của nó. Vì thế giống cây trồng 'Rajapuri' được viết chính xác là Musa (nhóm AAB) 'Rajapuri'. 'Rajapuri' cũng là dạng tam bội với hai bộ nhiễm sắc thể từ Musa acuminata và một bộ nhiễm sắc thể từ Musa balbisiana. Trong các loại chuối ăn được thì các tổ hợp bộ gen như AA, BB, ABB, BBB và thậm chí cả AAAB cũng có thể tìm thấy.

### Các giống cây trồng kiểu Fe'i
Không có một hệ thống danh pháp tương tự như vậy cho nhóm chuối có quả ăn được phát sinh từ tổ Callimusa. Tuy nhiên, nhóm này nói chung được biết đến như là chuối "Fe'i" hay chuối "Fehi" và có một loạt các giống cây trồng của nhóm này tại khu vực Nam Thái Bình Dương. Chúng là những loại cây rất khác biệt với buồng quả mọc thẳng đứng và được thể hiện rõ nét trong ba bức họa của Paul Gauguin. Phần cùi thịt của chúng có thể nấu trước khi ăn và nó có màu cam tươi (chứa nhiều beta-caroten). Các loại chuối Fe'i không còn là loại lương thực thực phẩm quan trọng, do các loại lương thực thực phẩm nhập khẩu đã dược gieo trồng phổ biến, mặc dù một số loại chuối Fe'i vẫn còn tầm quan trọng nghi lễ. Các nghiên cứu đang được tiến hành để sử dụng giống cây trồng karat của chuối Fe'i (tên gọi phát sinh từ "cà rốt" do màu vàng cam đậm của quả) để ngăn ngừa chứng mù ở trẻ em tại Pohnpei. Có lẽ các loại chuối Fe'i phát sinh từ loài Musa maclayi, mặc dù nguồn gốc của chúng chưa được hiểu rõ như ở các loại chuối thuộc tổ Musa. Các giống cây trồng thuộc tổ này có thể đặt tên chính thức như trong ví dụ này, Musa (nhóm Fe'i) 'Utafun'.

### Một số loài
Nguồn:

#### TổCallimusa(bao gồm cảAustralimusa)

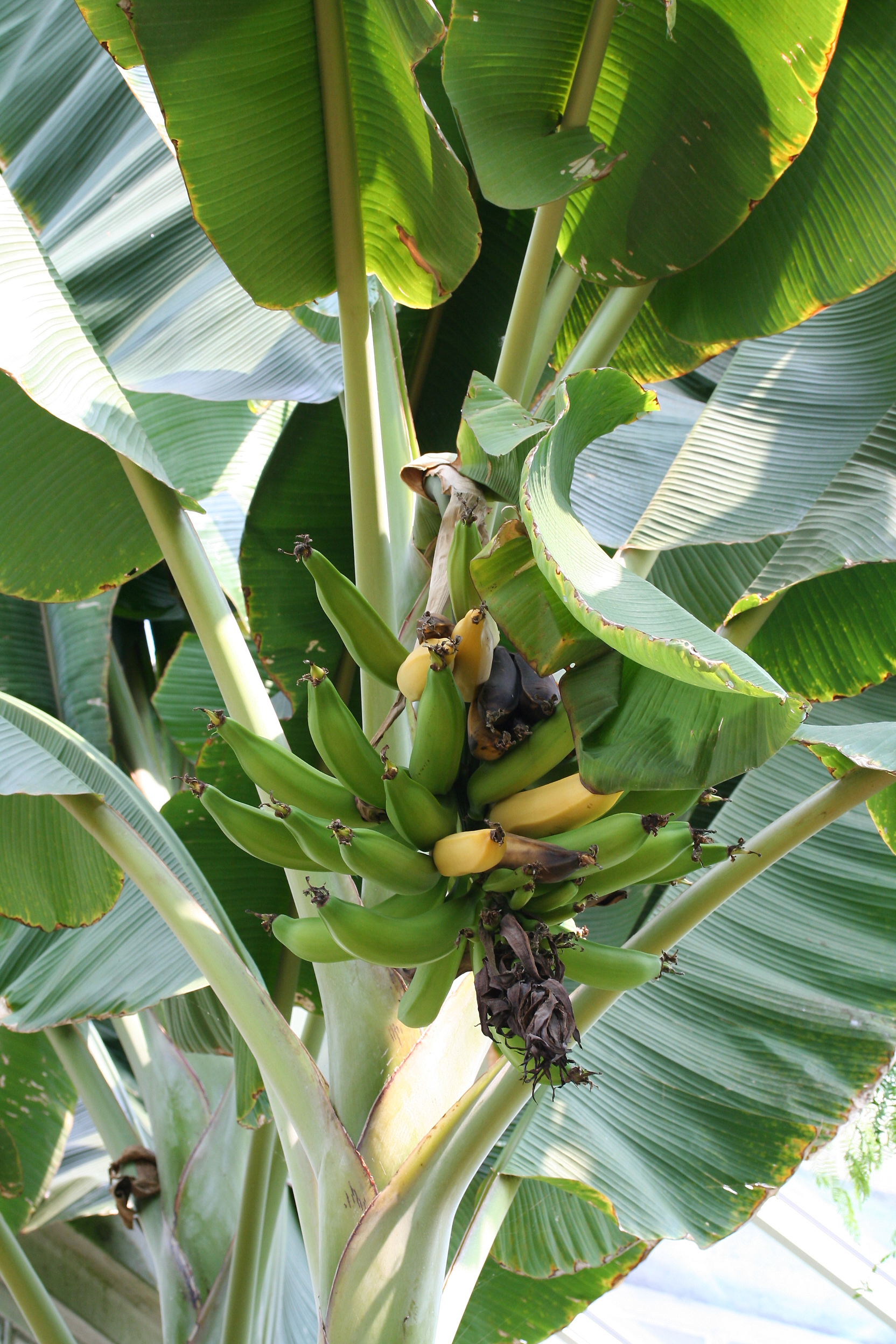
Buồng quả của một loài chuối.

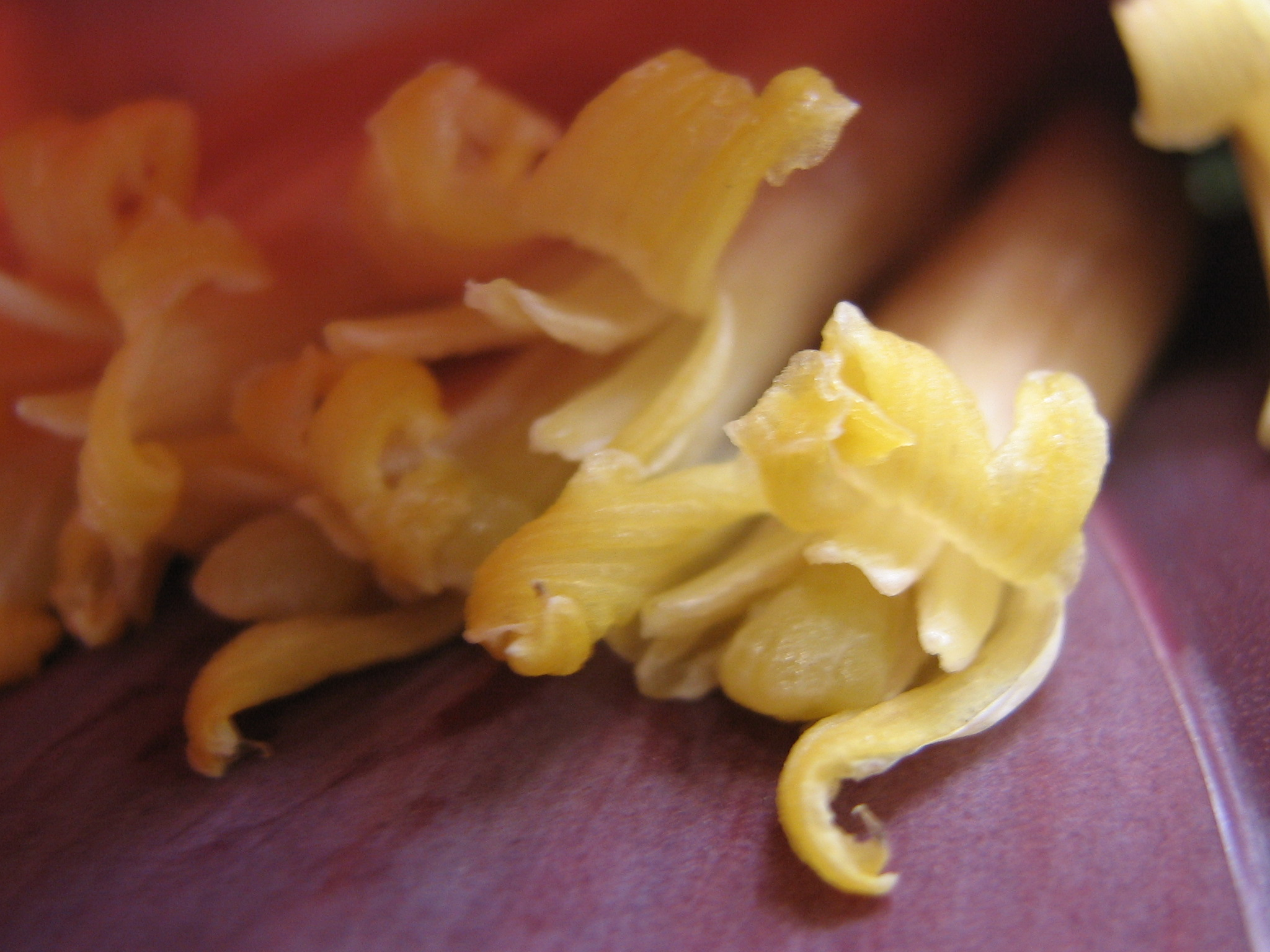
Hoa chuối

- M. alinsanaya R.V.Valmayor
- M. azizii Häkkinen
- M. barioensis Häkkinen
- M. bauensis Häkkinen & Meekiong
- M. beccarii N.W.Simmonds[7]
- M. boman Argent
- M. borneensis Becc.
- M. bukensis Argent
- M. campestris Becc.
- M. coccinea Andrews [= M. uranoscopos Lour.] – Chuối đỏ
- M. exotica R.V.Valmayor
- M. fitzalanii F.Muell. (extinct)
- M. gracilis Holttum
- M. hirta Becc.
- M. insularimontana Hayata
- M. jackeyi W.Hill
- M. johnsii Argent
- M. lawitiensis Nasution & Supard.
- M. lokok Geri & Ng
- M. lolodensis Cheesman
- M. maclayi F.Muell. ex Mikl.-Maclay
- M. monticola Argent
- M. muluensis M.Hotta
- M. paracoccinea A.Z.Liu & D.Z.Li
- M. peekelii Lauterb.
- M. salaccensis Zoll. ex Kurz
- M. textilis Née – Abacá
- M. troglodytarum L.
- M. tuberculata M.Hotta
- M. violascens Ridl.
- M. viridis R.V.Valmayor et al.
- M. voonii Häkkinen

#### TổIngentimusa
- M. ingens N.W.Simmonds

#### TổMusa(bao gồm cảRhodochlamys)

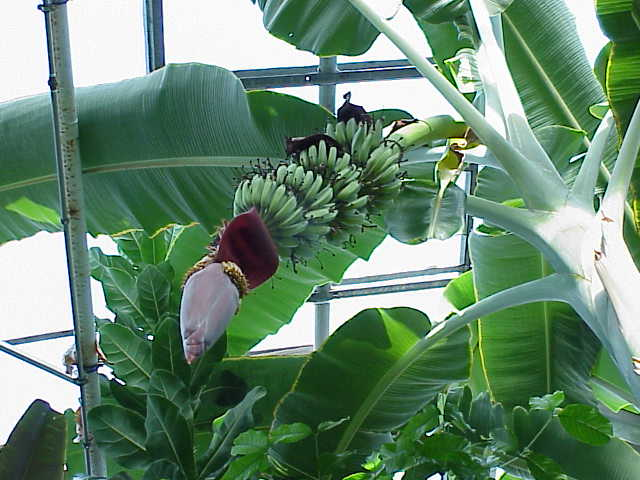
Musa acuminata với hoa và buồng quả.

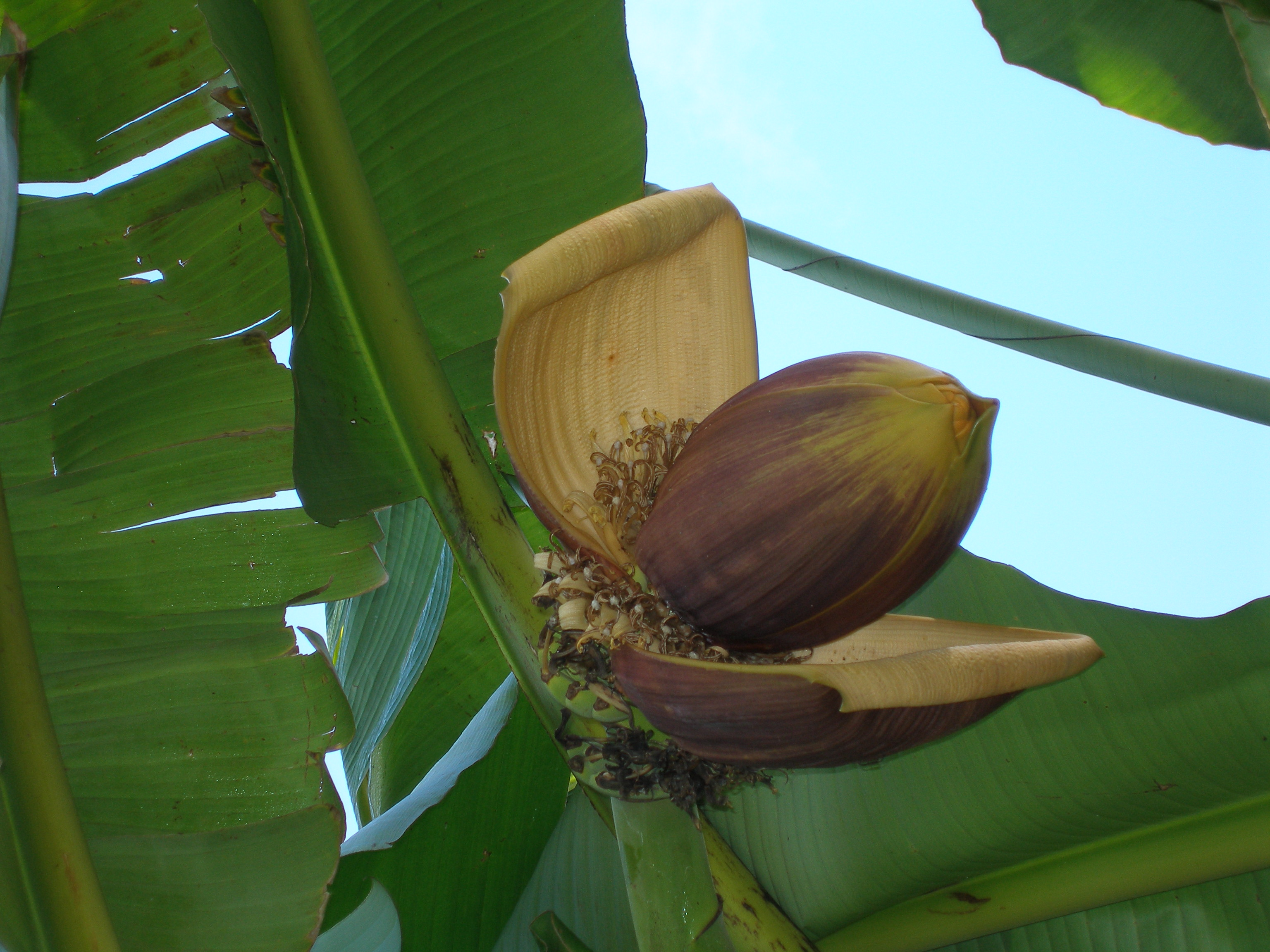
Chuối sợi Nhật Bản (Musa basjoo) ra hoa trong Công viên Sinh vật hoang dã Cotswold.

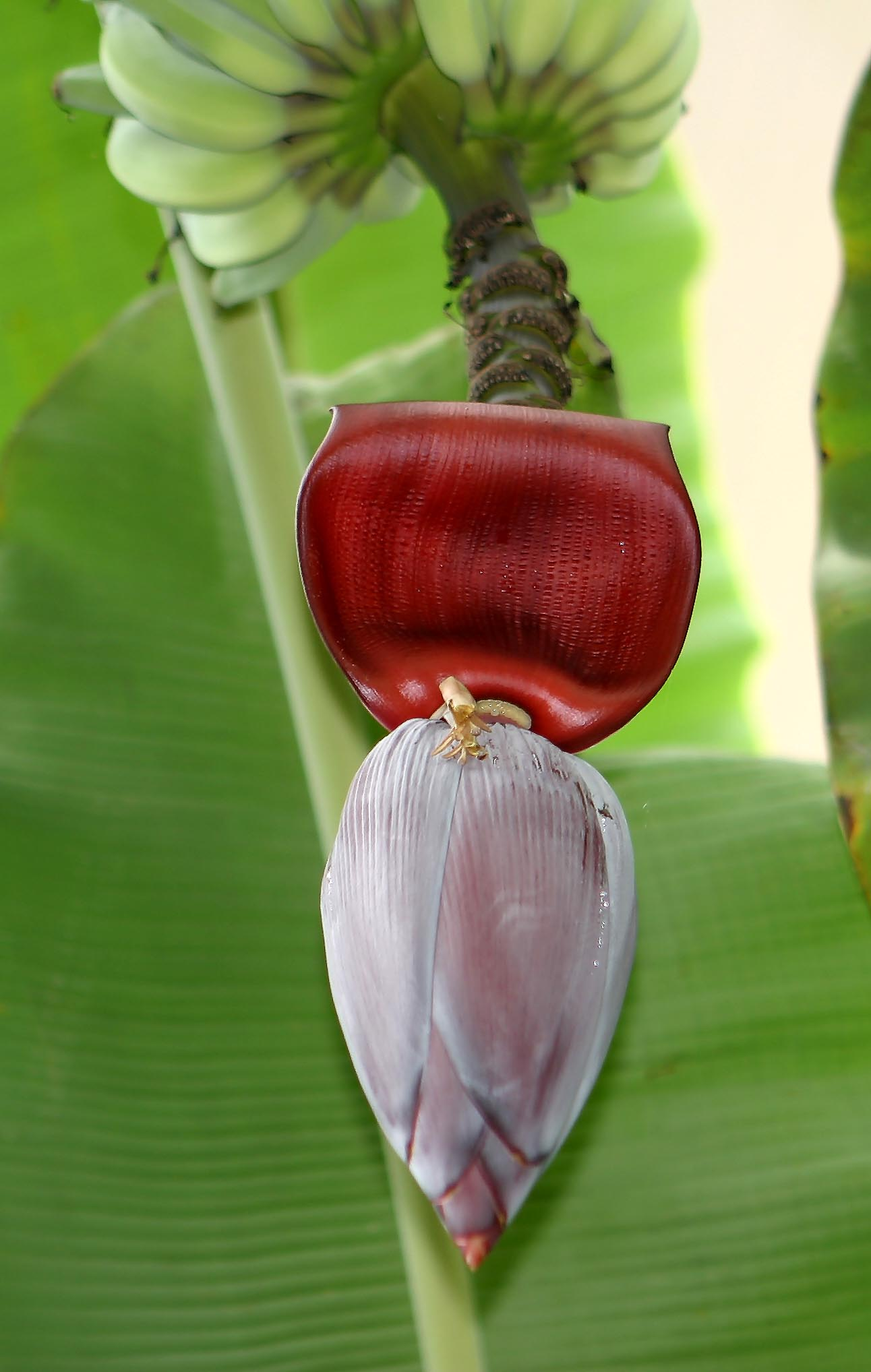
"Hoa" chuối

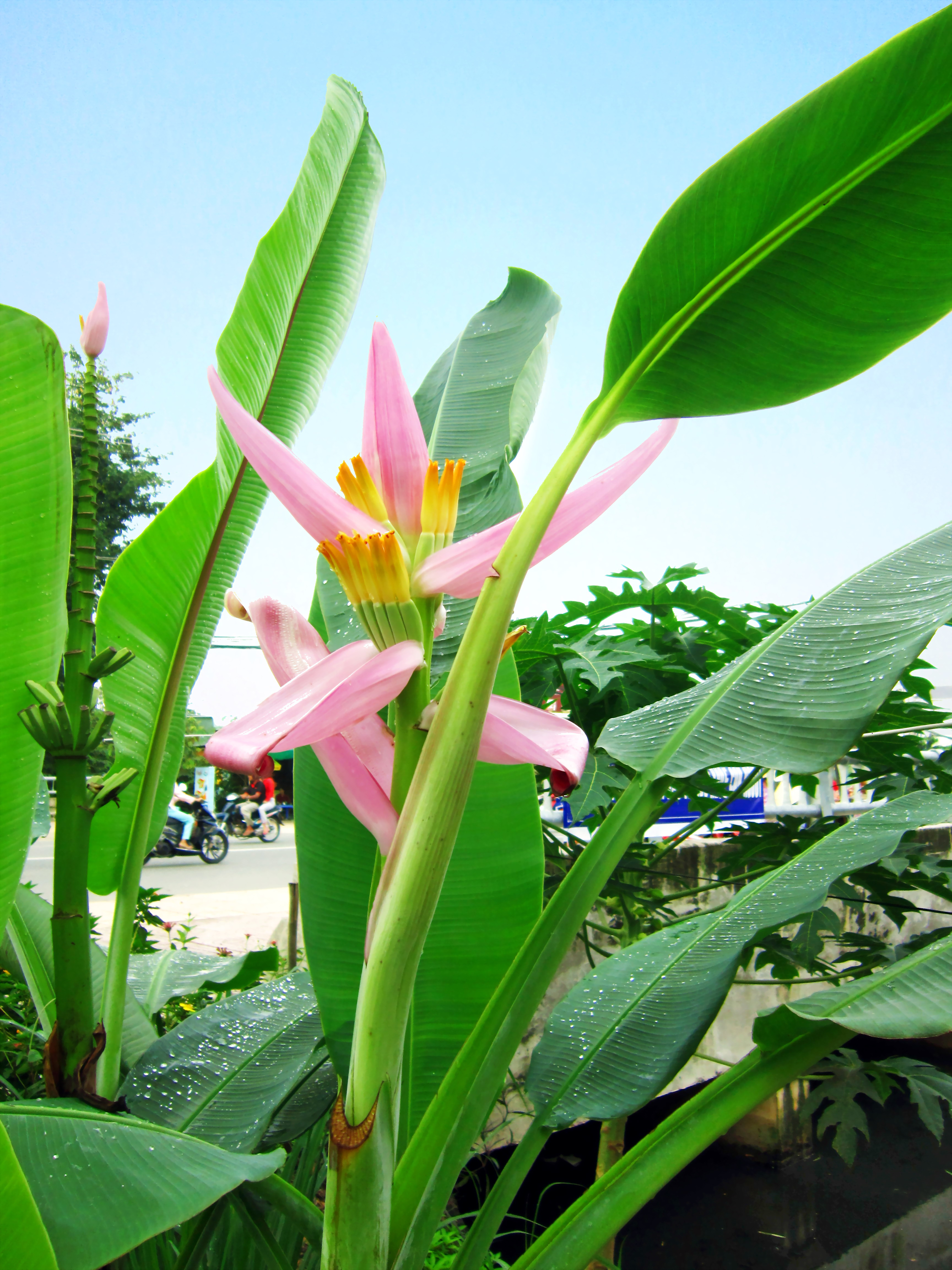
Lá và hoa chuối hồng (Musa velutina).

- M. acuminata Colla – Chuối hột hoang dã. Một trong hai tổ tiên chính của các giống chuối ăn quả ngày nay.
M acuminata ssp. zebrina [= M. sumatrana] – Chuối lá đỏ
- M. aurantiaca Baker
- M. balbisiana Colla – Chuối hột hoang dã. Một trong hai tổ tiên chính của các giống chuối ăn quả ngày nay.
- M. banksii F.Muell.
- M. basjoo Siebold & Zucc. ex Iinuma – Chuối sợi Nhật Bản, chuối chịu rét, ba tiêu[8]
- M. cheesmanii N.W.Simmonds
- M. chunii Häkkinen
- M. griersonii Nolte
- M. itinerans Cheesman
- M. laterita Cheesman
- M. mannii Baker
- M. nagensium Prain
- M. ochracea K.Sheph.
- M. ornata Roxb.
- M. rosea Baker
- M. rubinea Häkkinen & C.H.Teo
- M. rubra Wall. ex Kurz
- M. sanguinea Hook.f.
- M. schizocarpa N.W.Simmonds
- M. siamensis Häkkinen & Rich.H.Wallace
- M. sikkimensis Kurz
- M. thomsonii King ex A.M.Cowan & Cowan
- M. velutina H.Wendl. & Drude – Chuối hồng
- M. yunnanensis Häkkinen & H.Wang – Chuối Vân Nam, chuối rừng hoang dại
- M. zaifui Häkkinen & H.Wang

#### Không xác định

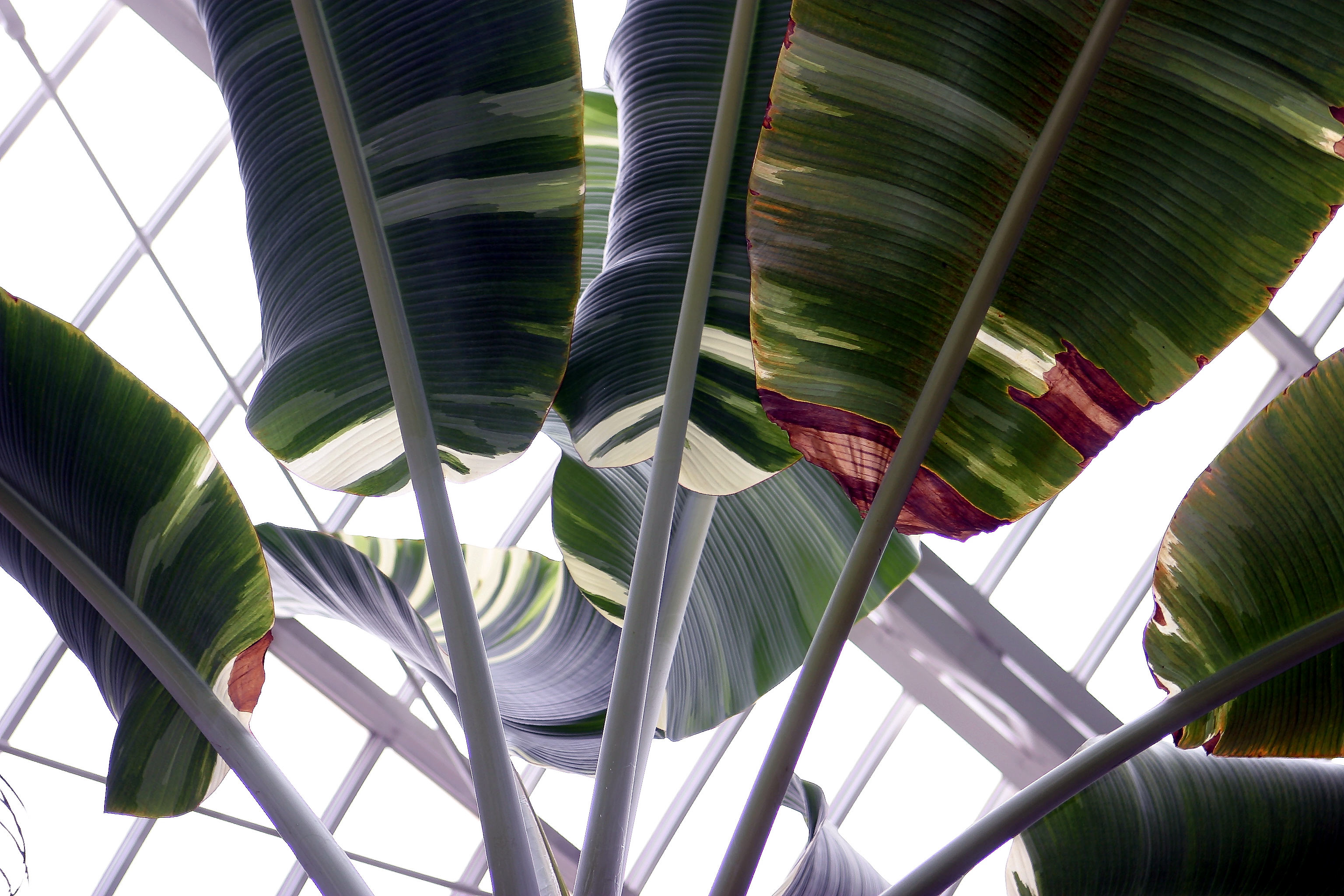
Dạng biến thiên của một loài Musa.

- M. celebica Warb. ex K.Schum.
- M. lanceolata Warb. ex K.Schum.
- M. lutea R.V.Valmayor et al.
- M. sakaiana Meekiong et al.
- M. tonkinensis R.V.Valmayor et al.

#### Chuyển sang chi khác
- Ensete davyae (Stapf) Cheesman (= M. davyae Stapf)
- Ensete gilletii (De Wild.) Cheesman (= M. gilletii De Wild. hay M. martretiana A.Chev.)
- Ensete glaucum (Roxb.) Cheesman (= M. glauca Roxb.)
- Musella lasiocarpum (Franch.) Cheesman (= M. lasiocarpa Franch.)
- Ensete livingstoniana (J. Kirk) Cheesman (= M. livingstoniana J.Kirk)
- Ensete perrieri (Stapf) Cheesman (= M. perrieri Claverie)
- Ensete superbum (Roxb.) Cheesman (= M. superba Roxb.)
- Ensete ventricosum (Welw.) Cheesman (= M. arnoldiana De Wild., M. ensete J.F.Gmel. hay M. ventricosum (Welw.) Cheesman)
- Heliconia bihai (L.) L. (= M. bihai L.)